# Ballz 3D
Ballz 3D: Fighting at its Ballziest (também conhecido como Ballz, conhecido na Europa como Ballz 3D: The Battle of the Balls, e conhecido no Japão como Ballz 3D: 3-Dimensional Fighting Balls) é um jogo eletrônico de luta pseudo 3D desenvolvido pela PF Magic e publicado pela Accolade, lançado simultaneamente em 1994 para Mega Drive e Super Nintendo. A versão do 3DO foi lançada como Director's Cut, 1 ano depois, em 1995. Ballz 3D oferece três níveis de dificuldade ao longo de um total de 21 partidas. Sua qualidade distintiva era que cada um dos personagens era composto completamente por esferas (bem semelhante ao Vectorman), garantindo um visual pseudo-3D.
Embora o jogo não tenha sido um tremendo sucesso, a PF Magic reutilizou sua tecnologia gráfica em uma linha bem-sucedida de títulos virtuais de estimação, Petz, Dogz, Catz e Oddballz.
No Super Nintendo, ele utiliza o chip DSP-1B para gerar os cenários pseudo-3D no jogo!

## Desenvolvimento e publicação
A versão do Mega Drive foi originalmente planejada para uso com o Edge 16, um sistema de modem para jogos multiplayer que acabou sendo cancelado.
A abertura do PF Magic desenvolvida para o jogo afirmava: "Para ser o campeão, você precisa ter o Ballz!". Devido ao seu duplo sentido atrevido ("bolas" podem ser usadas como uma gíria para testículos), a Nintendo exigiu que o texto fosse alterado para a versão do SNES. A versão SNES do jogo diz "... você tem que jogar Ballz", enquanto a versão Sega usa a introdução original. O jogo também foi notavelmente bizarro por sua formação de lutadores, que incluiu um macaco que peidava, um palhaço saltitante, um lutador de sumô, um avestruz, um homem das cavernas, um fisiculturista, uma bailarina, um rinoceronte e um super-herói.

## Lutadores
Estes são os personagens da formação de lutadores do jogo:
- Boomer: Um palhaço de circo. Seu ar salta e os truques em suas mangas fazem dele o lutador mais cômico.
- Bruiser: Um fisiculturista que treina bastante. Seu corpo polido e golpes poderosos fazem dele um lutador formidável.
- Crusher: Um rinoceronte enfurecido que prefere atacar seus oponentes diretamente.
- Divine: Uma bailarina que gira em volta graciosamente. Ela é a única lutadora feminina e às vezes dá uma surra.
- Kronk: Um homem das cavernas desde o alvorecer da civilização. Ele usa seu clube para cortar seus oponentes e atingi-los como uma bola de beisebol.
- Tsunami: Um lutador de sumô que gosta de pular em cima de seus oponentes. Turbo: Um super-herói que desliza ao longo da arena e sopra com tanta força quanto um furacão. Ele é o único lutador que usa ataques à distância.
- Yoko: Um macaco que muitas vezes quebra o vento. Ele gosta de se juntar a você e dar um tapa em você.
- Zombie: aparece apenas na versão do jogo do diretor. Ele espreita e corta seus inimigos.

## Chefes
Estes são os chefes que aparecem no modo de um jogador. Cada chefe derrotado ganha um cinturão colorido diferente, e isso muda o esquema de cores do lutador.
- Guggler: O primeiro chefe do jogo. Guggler é um avestruz que bica seus oponentes e os joga ao redor com o bico. Sua habilidade "pular e chutar" também faz dela uma chefe a ser contada. Derrotar ela ganha o Cinturão Vermelho.
- Bounder: O segundo chefe do jogo. Bounder é um canguru que usa luvas de boxe e usa socos e chutes. Ele muitas vezes salta e equilibra a cauda enquanto usa as pernas para arremessar os adversários pela arena. Derrotando-o ganha o Cinturão Verde.
- T-Wrecks: O terceiro chefe do jogo. T-Wrecks é um dinossauro gigantesco que confia em um temperamento agressivo como um ataque. Ele vai agarrar os oponentes em suas mandíbulas e cria ondas de choque terrestres devastadoras com uma cauda poderosa. Derrotando-o ganha o cinturão azul.
- Lampreia: o quarto chefe do jogo. A lampreia é um gênio místico cujos ataques rápidos e poderes mágicos fazem dele um inimigo formidável. Ele possui a habilidade de se transformar em qualquer criatura, como um touro, um escorpião ou uma cobra. Derrotando-o ganha o cinturão negro.
- O Jester: O chefe final. O Jester é aquele que desafiou os lutadores para duelar no torneio no início. Ele veste uma roupa preta e branca e pode ser visto jogando bolas na abertura. Como o chefe final, ele é o personagem mais difícil de vencer. Ele pode se desmontar e se mover pelo chão, e tem ataques físicos muito fortes. O dano que ele causa pode tirar grande parte da saúde do jogador. Depois de ser derrotado pela primeira vez, ele se recompõe e volta para mais. Quando o Jester finalmente cai, ele concede o desejo do lutador - para jogar como os patrões.

## Recepção
No lançamento, Famicom Tsūshin marcou a versão Super Famicom do jogo em 28 de 40. Electronic Gaming Monthly deu à versão Genesis uma média de 6,2 de 10, comentando que "Os lutadores eram interessantes, com suas várias provocações e outras poses, e toda a ideia é inovadora, mas no final nunca se juntou para mim. " GamePro deu a versão de Gênesis uma revisão positiva. Eles elogiaram a jogabilidade equilibrada, efeitos de escala suaves e efeitos sonoros humorísticos, e concluíram: "Ballz leva o gênero cada vez mais rotineiro de jogos de luta e dá um novo salto, injetando um senso de humor na ação." Eles estavam menos entusiasmados com a versão do SNES, dizendo que os gráficos são melhores do que na versão Genesis, mas a trilha sonora irritante, a configuração de controle supercomplicada e especialmente a desaceleração freqüente combinam-se para tornar o jogo muito menos agradável.
Os quatro revisores da Electronic Gaming Monthly tiveram reações mistas à versão do SNES.
Dois deles elogiaram o design original e os bons gráficos, e os outros dois elogiaram os sons humorísticos, mas todos menos um acharam que o jogo não era tão divertido quanto os outros jogos de luta, com o maior problema sendo o conjunto limitado de movimentos dos lutadores. Eles deram uma nota média de 6,75.